# George J. Bates
George Joseph Bates (Salem, 25 de febrero de 1891-Washington D. C., 1 de noviembre de 1949) fue un político estadounidense. Se desempeñó como miembro de la Cámara de Representantes de los Estados Unidos por el 6.º distrito congresional de Massachusetts. 

## Biografía
Nacido en Salem, Massachusetts en 1891; hijo de Annie (Burns) y Thomas F. Bates. Su primer antepasado inmigrante fue Increase Bates, quien emigró de Buckinghamshire, Inglaterra y se estableció en Salem en 1629. Completó sus estudios superiores en la Universidad de Bentley.
Durante su carrera política sirvió en la Cámara de Representantes de Massachusetts entre 1918 y 1924. Posteriormente fue elegido alcalde de Salem en 1924 a la edad de 33 años. Se desempeñó como alcalde hasta 1937, momento en el que prestó juramento como miembro republicano de la Cámara en el 75.º Congreso. Durante la Segunda Guerra Mundial, fue un intervencionista. Después de la caída de Francia y antes de la invasión nazi de la Rusia soviética, Reino Unido estaba efectivamente luchando solo contra los nazis, durante este período Bates fue abiertamente probritánico y abogó por ayudar a Reino Unido de cualquier manera posible, para ayudar en su guerra contra los nazis. En 1941 fue uno de los pocos republicanos que se abstuvo de votar sobre la Ley de préstamo y arrendamiento de 1941. Posteriormente, Bates fue reelegido seis veces.
Falleció en el accidente del vuelo 537 de Eastern Air Lines en Washington D. C. en 1949. Fue reemplazado en la Cámara por su hijo, William Henry Bates. Fue enterrado en el cementerio de St. Mary en Salem. La escuela primaria Bates en Salem lleva el nombre de George J. Bates y su hijo. Su hija, Carolyn (Bates) Stanton, es la abuela materna del comediante John Mulaney.